# Planctostoma
Planctostoma es un género de foraminífero bentónico de la subfamilia Planctostomatinae, de la familia Textulariidae, de la superfamilia Textularioidea, del suborden Textulariina y del orden Textulariida. Su especie tipo es Textularia luculenta. Su rango cronoestratigráfico abarca el Holoceno.

## Clasificación
Planctostoma incluye a las siguientes especies:
- Planctostoma luculenta